# 藤沢海軍航空隊
藤沢海軍航空隊（ふじさわかいぐんこうくうたい）は、大日本帝国海軍の部隊、教育機関。

## 概要
航空無線兵器整備教育を目的として、電波・光学兵器の整備員を養成する唯一の航空隊であった。
司令部は、グリーンハウス（神奈川県藤沢市、藤沢カントリー倶楽部のクラブハウス）に置いた。
レーダー搭載機そのものが少なく、実際に飛来して整備する必要があったのは、むしろ光学計器類であった。
教育期間は6か月間で、最初の2か月間は新兵教育期間とされ、約1万人が教育を受けた。
毎朝江の島往復のマラソンが行われた。
高等科以外は銃を担いで基地内を走るのが日課で、それが終わると、戦闘機電話（三式空一号無線電信機改三）の訓練が行われたが、教科書は兵士数分なく、授業のたびに配布・回収された。
- 1964年に空撮された藤沢海軍航空隊跡
（のちの藤沢飛行場）
国土交通省 国土地理院 地図・空中写真閲覧サービスの空中写真を基に作成

## 沿革
- 1944年（昭和19年）
  - 6月1日 - 連合航空総隊隷下第13航空戦隊隷下第13連合航空隊隷下の教育隊として開隊する[1]。
  - 6月20日 - 第1期が入隊する。
  - 10月1日 - 横須賀鎮守府隷下第20連合航空隊に編入される。
- 1945年（昭和20年）
  - 8月20日 - 解散式を行う。
  - 8月25日 - 第20連合航空隊解隊により、解隊される。

## 司令
- 上田泰彦（前筑紫艦長）：1944年（昭和19年）6月1日 - 1945年（昭和20年）8月25日